# La Sebastiana
La Sebastiana è una delle tre case, insieme a La Chascona a Santiago e alla Casa de Isla Negra, che sono state proprietà del poeta cileno Pablo Neruda. Situata a Valparaíso, nel Cerro Bellavista, si nota per la bellezza della sua costruzione e la magnifica veduta sulla baia del porto. Come le altre due case, è stata trasformata in un museo, ad oggi amministrato dalla Fundación Neruda.

## Storia

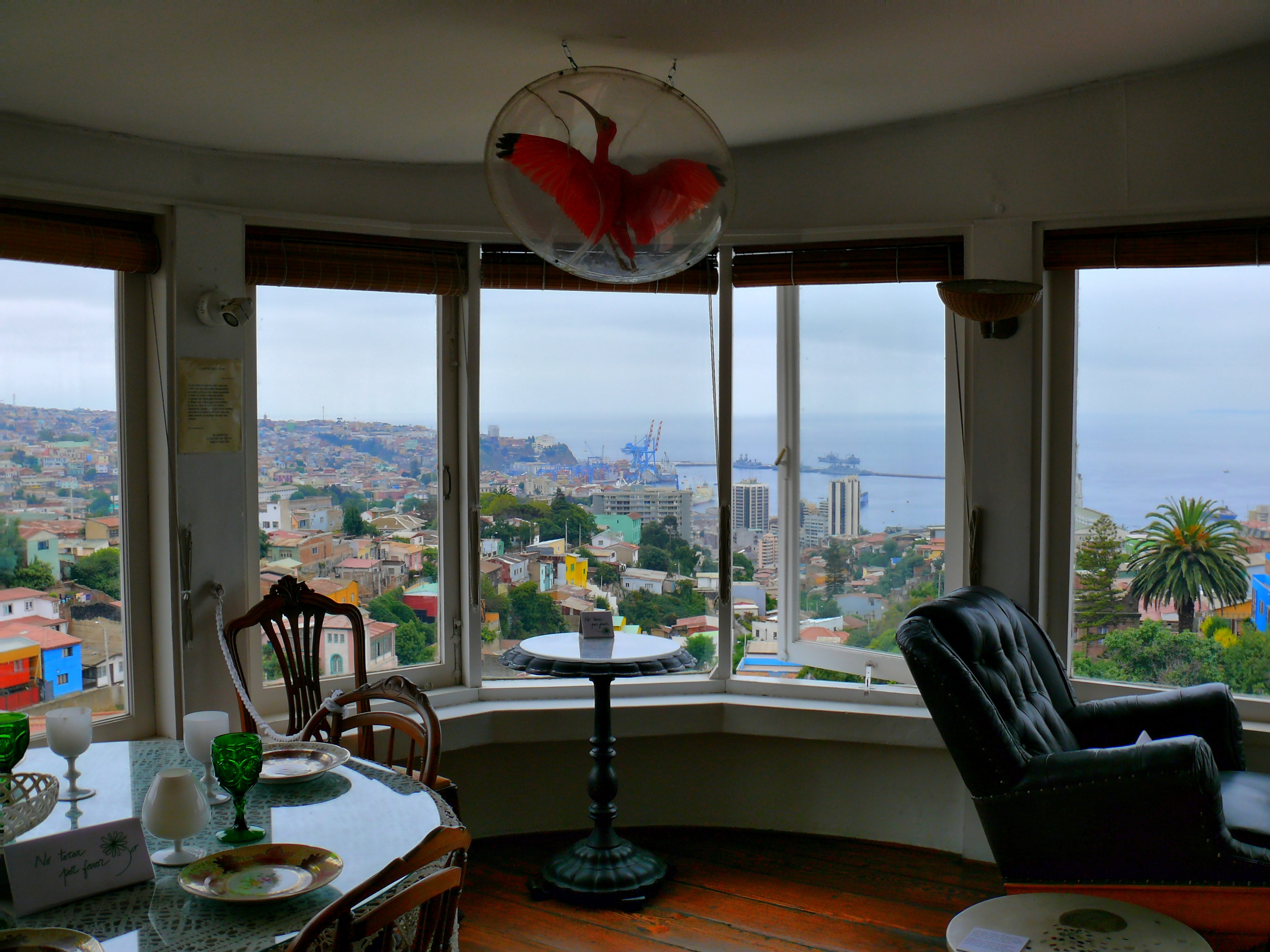
Interno della casa.

La casa venne realizzata dal costruttore spagnolo Sebastián Collado, con l'intenzione di trascorrervi gli ultimi anni di vita, ma essendo deceduto prima della fine dei lavori la famiglia nel 1959 la vendette a Pablo Neruda.
Il poeta si innamorò della casa, che univa le condizioni di privacy e accessibilità che lui desiderava.
La casa venne inaugurata il 18 settembre 1961 con una grande festa che coincise con il giorno della celebrazione dell'indipendenza cilena.
Dopo la morte del poeta, nel 1973, la casa rimase abbandonata durante la dittatura militare, fino al 1991, quando venne restaurata. Il 1º gennaio dell'anno seguente, aprì le sue porte al pubblico come museo e il 5 gennaio 2012 è stata dichiarata Monumento Nazionale.

## Caratteristiche

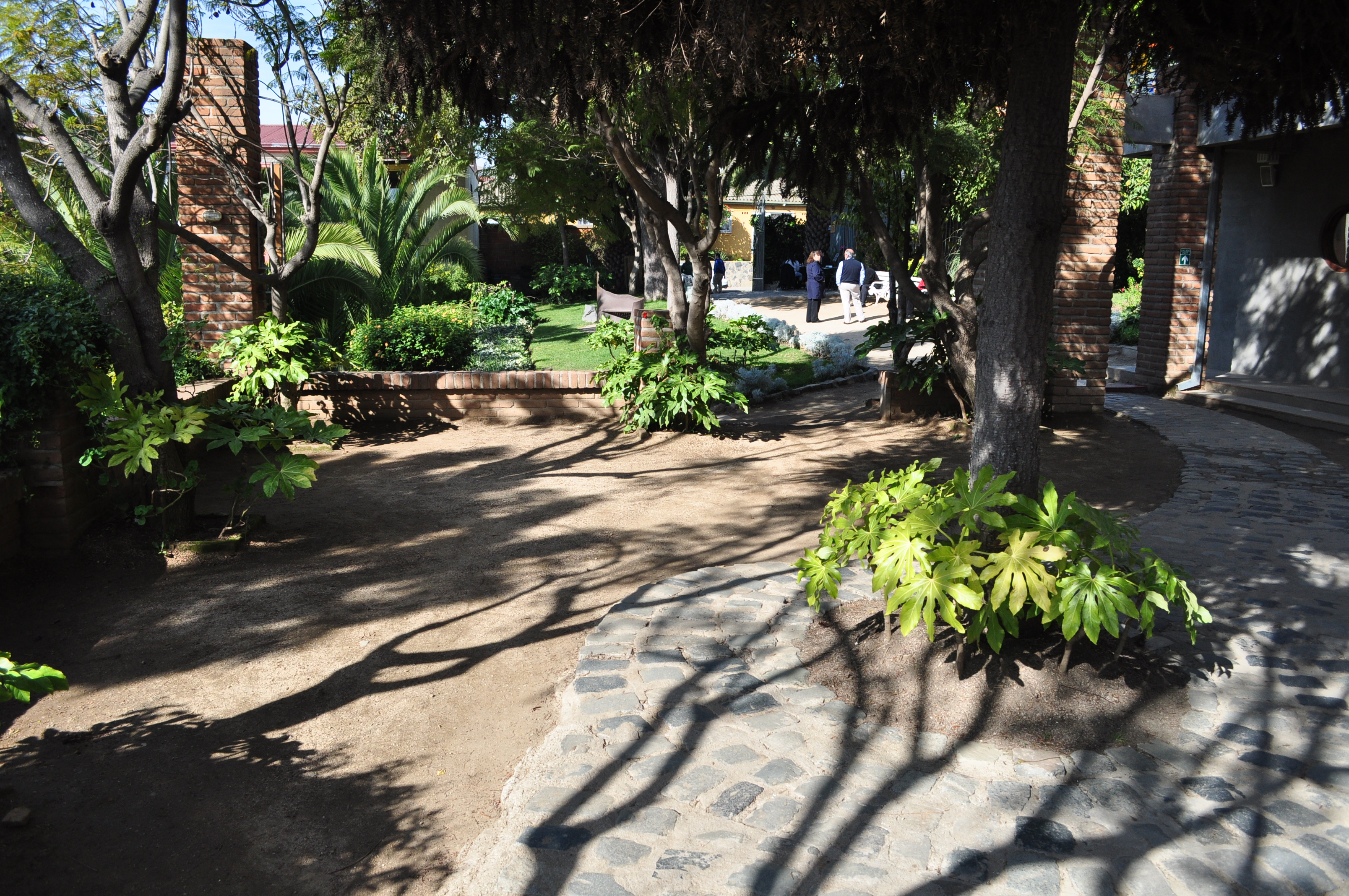
Cortile dentro il recinto della casa.

La costruzione originale possedeva quattro appartamenti. All'interno conserva un raffinato gusto estetico negli arredamenti. Man mano che si sale per le strette scale, il mare diventa sempre più visibile, offrendo una splendida visuale della baia e del porto.

## Poesia
Neruda scrisse i versi intitolati Alla Sebastiana, in cui parla della sua casa.